# International modersmålsdag
International modersmålsdag er en dag indstiftet af UNESCOs generalforsamling. Modersmålsdagen højtideligholdes årligt den 21. februar. 
Den Internationale modersmålsdag blev indstiftet den 17. november 1999 med det formål at fremme sproglig mangfoldighed og flersprogethed i hele verden. Datoen er valgt efter den dag i 1952, hvor studenter i Dhaka blev skudt og dræbt af pakistansk politi under demonstrationer for anerkendelse af Bengali som et officielt sprog i det daværende Pakistan, som dengang omfattede det nuværende Bangladesh.

## Eksterne links
- www.internationalmotherlanguageday.com
- Om International modersmålsdag på International modersmålsdag

| Sprog | Spire Denne artikel om sprog er en spire som bør udbygges. Du er velkommen til at hjælpe Wikipedia ved at udvide den. |